# جانيت فيش
جانيت فيش (بالإنجليزية: Janet Fish)‏ هي رسامة أمريكية، ولدت في 18 مايو 1938 في بوسطن في الولايات المتحدة.